# Chedi (regno)
Il regno di Chedi o Cedi (sanscrito: चेदी) fu uno dei sedici Mahajanapada, i regni che fiorirono nell'antica India tra il VI e il IV secolo a.C. Era situato nell'odierna regione del Bundelkhand, a sud del fiume Yamuna e lungo il fiume Ken. La capitale era chiamata Suktimati in sanscrito e Sotthivati-nagara nei testi buddisti in lingua pali, città la cui esatta ubicazione non è stata stabilita con certezza.
Secondo la tradizione il regno fu fondato da Chidi, un re appartenente al clan Yadava della dinastia lunare. Al tempo del Mahabharata, Chedi era governato da Shishupala, alleato di re Jarasandha di Magadha e di Duryodhana di Kuru, ma rivale di Krishna, che lo uccise infine durante un rituale religioso. Il figlio di Shishupala, Dhrishtaketu, partecipò alla guerra di Kurukshetra, dove fu ucciso nel 14º giorno del conflitto. 